# Synagoge (Niederzissen)

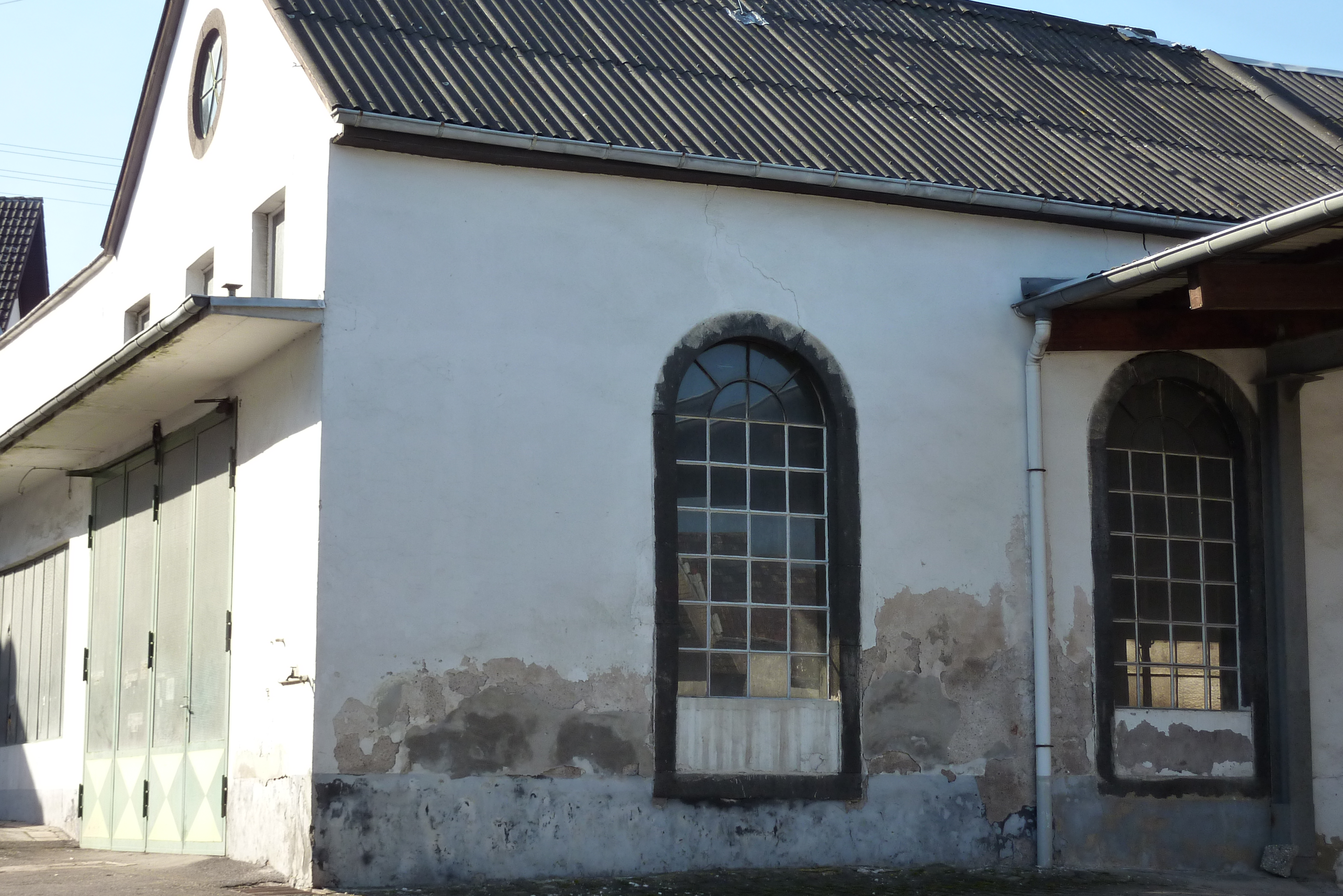
Synagoge in Niederzissen im Jahr 2010

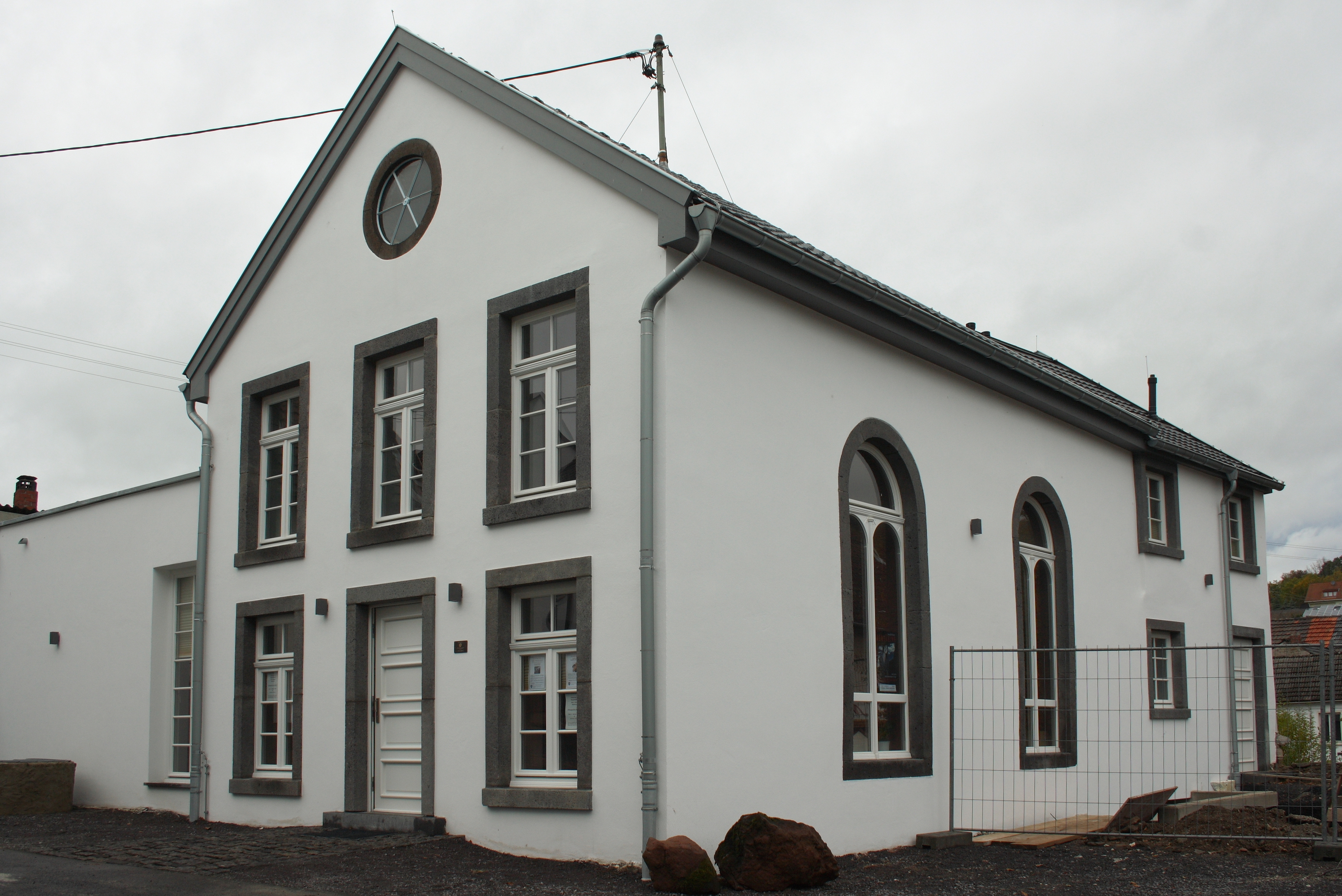
Synagoge nach der Renovierung (2012)

Die Synagoge Niederzissen befindet sich in Niederzissen, einer Ortsgemeinde im Landkreis Ahrweiler in Rheinland-Pfalz. Die Synagoge wurde von der jüdischen Gemeinde im Jahre 1841 errichtet und befindet sich in der Mittelstraße, wo die Juden des Ortes einige Wohn- und Geschäftshäuser besaßen. Deshalb wurde die Straße von den christlichen Bewohnern auch Jüdgass (Judengasse) genannt. Auf dem Dachboden der Synagoge wurden bedeutende Genisa-Funde geborgen, von denen einige in dem an den Synagogenraum anschließenden Anbau ausgestellt sind.

## Geschichte
Das erste eigene Synagogengebäude des 19. Jahrhunderts im Kreis Ahrweiler entstand 1841 in Niederzissen. Die Synagoge in Niederzissen und die Synagoge in Ahrweiler sind die einzigen Synagogen des Kreises Ahrweiler, die heute noch existieren.
Die Synagoge in Niederzissen wurde auf dem Grundstück des Vorstehers der jüdischen Gemeinde Niederzissen, Mathias Lehmann, erbaut und am 3. September 1841 vom Rabbiner Dr. Aaron Auerbach (1810–1886) aus Bonn feierlich eingeweiht.

## Zeit des Nationalsozialismus
Am 10. November 1938 wurde mit Äxten die Tür der Synagoge eingeschlagen und das Inventar zertrümmert. Anschließend wurde alles, auch Torarollen und Gebetbücher, auf die Straße geworfen. Wegen der dichten Bebauung um die Synagoge wurde das Gebäude nicht angezündet. 1939 wurde die Synagoge an einen Privatmann verkauft, der darin eine Schmiede einrichtete.

## Architektur
Der Bruchsteinbau war ursprünglich mit Schiefer gedeckt. Die Grundfläche des Gebäudes war etwa 50 m² und die Frauenempore wiederum hatte eine Grundfläche von ca. 22 m². Obwohl das heute leerstehende Gebäude in den letzten Jahrzehnten als Werkstatt umgebaut wurde, sind doch einige Architekturelemente der Synagoge noch erkennbar. An der Südseite schließt der Giebel mit einem Okulus ab und an der Ostfassade sind zwei hohe Rundbogenfenster vorhanden.

## Vor der Renovierung
Das ehemalige Synagogengebäude befand sich in einem sehr heruntergekommenen Zustand. Das ehemals mit Schiefer gedeckte Dach bestand nun aus Eternitplatten und der westliche Anbau wurde erst nach 1945 angefügt. Die an der Südseite durchgebrochene Einfahrt, mit einem schiebbaren Eisentor versehen, ließ das ehemalige Portal der Synagoge nicht mehr erahnen. Die darüber sich befindlichen drei Fenster wurden ebenfalls nach 1945 in ihrer Höhe verkleinert.

## Erinnerungs- und Begegnungsstätte
Am 9. November 2009 beschloss der Gemeinderat Niederzissen den Kauf des Synagogengebäudes und im Februar 2010 erfolgte die Zusage des Landes Rheinland-Pfalz, ein Drittel der Kosten zu übernehmen. Das Gebäude wurde 2011 restauriert und es wurde der äußere Zustand vor der Einrichtung der Schmiede wiederhergestellt. Am 18. März 2012 wurde die ehemalige Synagoge als Erinnerungs- und Begegnungsstätte wieder der Öffentlichkeit zugänglich gemacht.

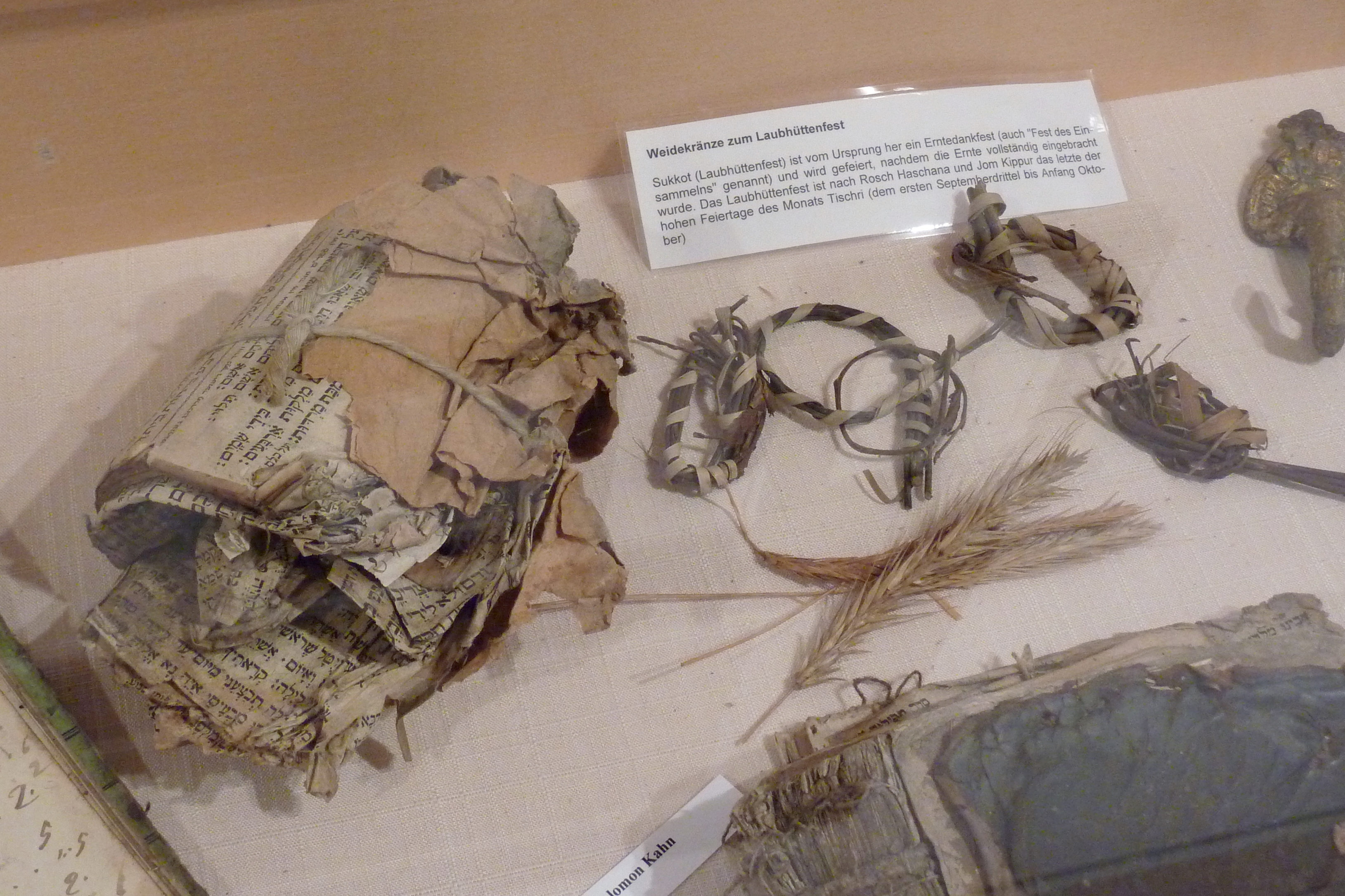
Vitrine mit Genisa-Funden: verschnürtes Bündel mit Schriften, Weidenkränze zum Laubhüttenfest

## Genisa-Funde
Die Genisa-Funde in Niederzissen gehören nach Andreas Lehnardt zu den bedeutendsten in Deutschland.